# Bolnuevo
Bolnuevo es una pedanía situada en la costa del municipio de Mazarrón en la Región de Murcia, España. En 2023 contaba con de 1005 habitantes. A los pies de la Sierra de las Moreras. Antiguamente era un pequeño pueblo de pescadores, pero en la actualidad se han construido varias urbanizaciones, por lo que su población aumenta considerablemente en la época estival. 
En esta pedanía mazarronera, se encuentra uno de los principales símbolos del municipio, las formaciones geológicas conocidas como "Las Gredas" o "La Ciudad Encantada", con setas rocosas de varios metros de alto y una pared rocosa modelada con formas parecidas. En el mes de noviembre se celebra la Romería de la Purísima, en la que cientos de personas acompañan a la Virgen desde la Iglesia de la Purísima en Mazarrón, hasta una pequeña ermita en Bolnuevo, y a continuación la gente continúa la celebración con una comida (moraga de sardinas) en la playa que suele reunir a más de un millar de personas.

## Sierra de Las Moreras
Bolnuevo tiene en su zona norte el relieve de la Sierra de las Moreras, cuyas estribaciones entran en su área geográfica. Este relieve, que está protegido como zona natural de importancia, tiene un paisaje con importantes formaciones de cornicales, palmitares y tomillares termófilos ricos en endemismos.
Además de estas características la flora de la sierra también presenta especies mediterráneas como los matorrales arborescentes de Zyzhiophus, fructicedas termófilas, retamares y matorrales de genisteas y zonas subestépicas de gramíneas y anuales de Thero-bracchypodietea.
Un ave protegida, el águila perdicera, anida entre los riscos más altos de la sierra, siendo habitual poder divisar su vuelo en las inmediaciones del territorio o incluso en la costa mazarronera.

## Rambla de Las Moreras y Riada en el Camping
En la rambla existen especies como las adelfas y los tarays, propios estos de los suelos limosos, además de juncos y cañaverales.
En ocasiones la rambla recibe la visita de los abejarucos que buscan sus paredes para preparar los nidos.
El 7 de septiembre de 1989 una incontenible riada desbordó la rambla de Las Moreras, en Mazarrón y se llevó por delante el camping de Bolnuevo, precipitando en el mar a decenas de personas, vehículos, tiendas de campaña, enseres y caravanas.

## La Romería de Bolnuevo y la virgen del Milagro
La Romería de Bolnuevo tiene su origen en un acontecimiento sin igual que tuvo lugar en el s. XVI, en el litoral de la costa de Mazarrón, asediada en aquella época por frecuentes incursiones de piratas berberiscos
De acuerdo con testigos fidedignos (a pesar de todo el aura de leyenda que pueda envolver el acontecimiento) el 17 de noviembre de 1585 un milagro de la Virgen de la Inmaculada Concepción, conocida en Mazarrón como Virgen del Milagro o La Purísima, salvó al pueblo de un gran saqueo que pretendía llevar a cabo una incursión de piratas berberiscos procedente del Norte de África, con patente de corso del Imperio otomano, en aquella época enfrentado al Imperio español por el dominio del Mediterráneo.Por lo que se desprende de informes y actas de testigos de la época, la Virgen ahuyentó a los corsarios turcos, que en su huida abandonaron su estandarte, el cual todavía se conserva y se puede contemplar, tras una reciente restauración.
Es a partir de este acontecimiento que esta Virgen pasaría a ser la patrona de la localidad, iniciándose una enorme devoción por ella y conmemorando el episodio milagroso cada 17 de noviembre con una romería.

## La isla de los lobos marinos en Bolnuevo
La localidad mazarronera de Bolnuevo es conocida por sus gredas encantadas y por la belleza de sus calas. Vigilando esta pequeña bahía que forman las calas de Bolnuevo se encuentra la isla de los Lobos. Dicha isla está catalogada como ZEPA (Zona Especial de Protección de Aves).

## Características de la playa de Bolnuevo
| Características | Características | Características  | Características |
| --------------- | --------------- | ---------------- | --------------- |
| Longitud        | 1600            | Anchura media    | 80              |
| Ocupación       | Alto            | Urbanización     | Urbana          |
| Composición     | Arena           | Grano            |                 |
| Color arena     | Dorada          | Condiciones baño | Oleaje moderado |
| Vigilancia      | si              | Zona fondeo      | si              |